# Calathotarsus gigas
Calathotarsus gigas is een spinnensoort uit de familie Migidae. De wetenschappelijke naam van de soort werd voor het eerst geldig gepubliceerd in 2024 door Montenegro en Aguilera.
De soort komt voor in Chili.